# Les Fraises des bois
Pour plus de détails, voir Fiche technique et Distribution.
Les Fraises des bois est un film français réalisé par Dominique Choisy, sorti en 2012.

## Synopsis
À Amiens, Gabriel est un jeune homme seul à la vie compliquée, enfermé dans son métier de caissier de super marché qu'il supporte avec soumission et avec une vie cachée d'homosexuel sans avenir et balloté entre rencontres fortuites ou clients alimentaires. Il semble que son existence ne contienne aucune autre séquences, pas de projets ni d'espoir. Seule la pension qu'il paie pour sa petite sœur placée chez une nounou rythme chaque mois qui passent.
Violette est une jeune fille qui pourrait passer pour folle, étudiante mutique qui prend le bus comme un fantôme et séances de glissades sur le parquet en chaussons en forme de bébés phoques. Elle vit dans un grande ferme où le climat familial paraît lourd et malsain, avec une mère recluse et un père violent sur lequel pèse le soupçon d'inceste.
Ces deux personnages vont se rencontrer, et, à l'occasion de leur pétage de plombs concomitants mais sans lien, vont être confrontés à leurs failles secrètes qui produiront une forme de fraternité improbable. Leur parcours sera imprévisible et la solution radicale de la part de Violette. Puis, avec l'aide d'un gendarme, amant bienfaisant de Gabriel qui a récupéré sa petit sœur, ils iront vers une libération que suggèrent les dernière séquences.

## Fiche technique
- Titre : Les Fraises des bois
- Réalisation : Dominique Choisy
- Scénario et dialogues : Dominique Choisy
- Photographie : Laurent Coltelloni, Alexis Kavyrchine et Julien Roux
- Son : Lug Lebel
- Montage : Isabelle Debraye
- Société de production : 31 Juin Films
- Pays d'origine :  France
- Durée : 108 minutes
- Date de sortie : 
  - France : 18 avril 2012

## Distribution
- Juliette Damiens
- Julien Lambert
- Stéphane Lara
- Nathalie Richard
- Jean-Michel Noirey